# Podocarpus rostratus
Podocarpus rostratus — вид хвойних рослин родини подокарпових.

## Поширення, екологія
Країни поширення: Мадагаскар. Росте на кам'янистих схилах на кременистих породах; на висоті від 1800–2400 м. Зустрічається в вересових чагарниках поблизу вершини гори. Вид не дуже добре пристосований до пожеж і тому займає або відкриті, скелясті місця з невеликою рослинністю або вологі ділянки вздовж струмків.

## Використання
Використання не зафіксовано для цього виду.

## Загрози та охорона
Цей вид відомий з трьох сильно роз'єднаних субпопуляцій. Вид сприйнятливий до пожеж. Одне місце зростання знаходиться на охоронній території.